# Ретроспекција
Ретроспекција је дословно, гледање уназад. Метод систематског посматрања властитих доживљаја по њиховом одигравању, после неког времена.